# Cachoeira das Andorinhas (Ouro Preto)
A Cachoeira das Andorinhas, localizada na cidade de Ouro Preto, é considerada a nascente do Rio das Velhas, maior afluente do Rio São Francisco. A cachoeira está localizada no Parque Natural Municipal das Andorinhas , que faz parte da a Área de Proteção Ambiental (APA) Estadual da Cachoeira das Andorinhas.
A Cachoeira das Andorinhas possui uma beleza natural singular, conta com uma queda-d’água de cerca de 10 metros de altura, situada no interior de uma formação rochosa que se assemelha a uma gruta. É assim chamada por abrigar uma considerável quantidade de andorinhas de coleira durante a primavera - verão.